# María Becerra
María de los Ángeles Becerra, conosciuta come María Becerra (Quilmes, 12 febbraio 2000), è una cantante e youtuber argentina.

## Biografia
Originaria di Quilmes, ha intrapreso la carriera musicale nel 2019, firmando nel corso dell'anno successivo un contratto discografico con la 300 Entertainment. È salita alla ribalta grazie al singolo High, che è stato certificato platino e oro dalla CAPIF con più di 150 000 unità vendute in suolo argentino ed è entrato nella classifica dei singoli sia in Argentina che in Spagna. Anche la versione remix del brano, realizzata con Tini e Lola Índigo, ha riscosso successo, poiché si è collocata al 2º posto della Argentina Hot 100, bloccata da Hawái di Maluma. Ha in seguito ottenuto altre quattro top ten nella hit parade dei singoli in Argentina, tra cui il remix Además de mí che è divenuta la prima numero uno della cantante. Nel 2021 ha inciso con Tini Miénteme, che è divenuta la seconda numero uno di Becerra nella hit parade argentina, dove nella pubblicazione datata il 20 giugno ha piazzato cinque brani in top ten contemporaneamente. Anche Qué más pues?, una collaborazione con J Balvin, ha raggiunto la numero uno della Hot 100 nazionale ed è entrata nella top five di diversi mercati ispanici, tra cui Messico e Spagna. A luglio 2021 ha annunciato l'Animal Tour, che ha conseguito il tutto esaurito in ciascuna delle tappe previste a ottobre, portando l'interprete a inserire nuove date da svolgersi nel mese seguente. Ha successivamente rivelato la data d'uscita del suo primo album in studio Animal, la cui pubblicazione è avvenuta il 26 agosto 2021. Il disco ha esordito nella Top 100 Albumes spagnola.
Il 28 settembre 2021 ha ricevuto una candidatura ai Latin Grammy come miglior artista emergente. Nel gennaio 2022 ha collaborato con Nicki Nicole, Tiago PZK e Lit Killah per Entre nosotros RMX, la sua quarta numero uno nella Argentina Hot 100, e ha guadagnato la certificazione di diamante e quadruplo platino dalla Asociación Mexicana de Productores de Fonogramas y Videogramas per Qué más pues?; quest'ultimo promosso da un'esibizione ai Grammy Award il 3 aprile seguente. Nello stesso mese è divenuta l'artista con il maggior numero di ingressi tra i primi dieci posti in Argentina (17), primato esteso con Felices x siempre. Ai Latin American Music Award Becerra, oltre a essere stata riconosciuta con il premio di artista rivelazione dell'anno, ha anche esibito Entre nosotros RMX a fianco di Tiago PZK e Lit Killah.
Nel corso degli anni è stata la vincitrice di diversi altri riconoscimenti, tra cui un MTV Millennial Award, un Premio Lo Nuestro e un Premio Juventud, oltre a conseguire tre premi da venticinque candidature ai Premios Gardel, la principale gala musicale dell'industria argentina.

## Discografia
- 2021 – Animal
- 2022 – La nena de Argentina

## Tournée
- 2021/22 – Animal Tour
- 2023/24 – La nena de Argentina tour

## Riconoscimenti
- Billboard Women in Music
  - 2024 – Global Force Award[36]

- Billboard Latin Women in Music
  - 2023 – Visionary Award[37]

- BreakTudo Awards
  - 2021 – Candidatura alla Rivelazione internazionale[38]
  - 2021 – Candidatura alla Hit latina per Qué más pues?[38]
  - 2022 – Candidatura all'Artista internazionale in ascesa[39]

- Heat Latin Music Awards
  - 2022 – Candidatura alla Miglior artista femminile[40]
  - 2022 – Candidatura al Miglior artista della regione meridionale[40]
  - 2022 – Miglior video musicale per Entre nosotros RMX[40]
  - 2022 – Candidatura alla Miglior collaborazione per Qué más pues?[40]
  - 2024 – Candidatura alla Miglior artista femminile[41]
  - 2024 – Candidatura al Miglior video musicale per Así es la vida[41]
  - 2024 – Candidatura alla Miglior collaborazione per Los del espacio[41]
  - 2025 – Candidatura alla Miglior artista femminile[42]

- iHeartRadio Music Awards
  - 2022 – Candidatura al Miglior nuovo artista latino[43]

- Kids' Choice Awards
  - 2019 – Candidatura all'Influencer musicale preferito[44]
  - 2022 – Candidatura all'Artista latino[45]

- Kids' Choice Awards Argentina
  - 2017 – Candidatura alla Youtuber preferita[46]
  - 2018 – Influencer musicale preferita[47]

- Kids' Choice Awards México
  - 2022 – Candidatura a De creador a artista[48]
  - 2022 – Candidatura all'Artista argentino[48]
  - 2023 – Candidatura alla Celebrità argentina[49]

- Latin American Music Awards
  - 2022 – Artista rivelazione dell'anno[25]
  - 2022 – Candidatura al Video preferito per Los tragos[50]
  - 2023 – Candidatura alla Collaborazione dell'anno per Te espero[51]
  - 2023 – Candidatura alla Miglior collaborazione tropicale per Te espero[51]
  - 2024 – Candidatura alla Miglior collaborazione tropicale per Así es la vida[52]

- Latin Grammy Awards
  - 2021 – Candidatura al Miglior artista emergente[20]
  - 2022 – Candidatura al Miglior album urban per Animal[53]
  - 2023 – Candidatura alla Canzone dell'anno per Amigos[54]
  - 2023 – Candidatura alla Miglior interpretazione urban/fusion per Ojalá[54]
  - 2023 – Candidatura alla Miglior interpretazione reggaeton per Automático[54]
  - 2023 – Candidatura alla Miglior canzone urban per Automático[54]
  - 2024 – Candidatura alla Miglior interpretazione urban/fusion per Corazon vacío[55]

- LOS40 Music Awards
  - 2021 – Candidatura al Miglior artista o gruppo rivelazione latino[56]
  - 2022 – Miglior artista o gruppo latino dal vivo[57]
  - 2022 – Candidatura al Miglior artista o gruppo latino[58]
  - 2023 – Candidatura alla Miglior collaborazione spagnola per Amigos[59]
  - 2023 – Miglior video musicale latino per Corazón vacío[59]
  - 2023 – Candidatura al Miglior artista o produttore urban latino dell'anno[59]
  - 2023 – Candidatura alla Miglior collaborazione urban latina dell'anno per Los del espacio[59]
  - 2024 – Miglior collaborazione latina per Así es la vida[60]
  - 2024 – Candidatura alla Miglior canzone spagnola per Así es la vida[61]
  - 2024 – Candidatura al Miglior artista o gruppo latino[61]
  - 2024 – Candidatura alla Miglior canzone latina per Iman (Two of Us)[61]

- MTV Europe Music Awards
  - 2021 – Candidatura al Miglior artista America Latina meridionale[62]
  - 2022 – Candidatura al Miglior artista America Latina meridionale[63]
  - 2024 – Candidatura al Miglior artista America Latina meridionale[64]

- MTV Millennial Awards
  - 2019 – Instagramer nivel Dios Argentina[27]
  - 2021 – Candidatura all'Emergente[65]
  - 2022 – Candidatura alla Motomami dell'anno[66]
  - 2022 – Candidatura al Miglior artista argentino[66]
  - 2022 – Candidatura alla Collaborazione musicale dell'anno per Marte[66]
  - 2023 – Collaborazione musicale dell'anno per Los del espacio[67]
  - 2023 – Candidatura alla Donna dell'anno[68]

- Premio Lo Nuestro
  - 2022 – Candidatura all'Artista rivelazione femminile[69]
  - 2022 – Canzone urban pop dell'anno per Qué más pues?[28]
  - 2022 – Candidatura all'Artista urban femminile dell'anno[69]
  - 2023 – Candidatura all'Artista urban femminile dell'anno[70]
  - 2023 – Candidatura al Remix dell'anno per Entre nosotros RMX[70]
  - 2023 – Candidatura al Remix dell'anno per La ducha (remix)[70]
  - 2023 – Candidatura al Mix perfetto dell'anno per Te espero[70]
  - 2023 – Candidatura alla Canzone urban pop/dance dell'anno per Berlin[70]
  - 2023 – Collaborazione tropicale dell'anno per Te espero[70]
  - 2024 – Candidatura al Mix perfetto dell'anno per El amor de mi vida[71]
  - 2024 – Candidatura alla Canzone urban pop/dance dell'anno per Berlin[71]
  - 2024 – Candidatura all'Artista urban femminile dell'anno[71]
  - 2024 – Candidatura all'Album urban dell'anno per La nena de Argentina[71]
  - 2024 – Candidatura alla Collaborazione urban pop dell'anno per Berlin[71]
  - 2024 – Candidatura alla Canzone urban pop dell'anno per Éxtasis[71]
  - 2025 – Candidatura all'Artista urban femminile dell'anno[72]

- Premios Gardel
  - 2021 – Candidatura al Miglior album o canzone urban/trap per High (remix)[30]
  - 2022 – Canzone dell'anno per Miénteme[31]
  - 2022 – Candidatura al Miglior album urban per Animal[31]
  - 2022 – Candidatura alla Miglior collaborazione urban per Wow Wow[31]
  - 2022 – Candidatura alla Registrazione dell'anno per Miénteme[31]
  - 2022 – Miglior canzone pop per Miénteme[31]
  - 2023 – Candidatura all'Album dell'anno per La nena de Argentina[32]
  - 2023 – Candidatura al Miglior album urban per La nena de Argentina[32]
  - 2023 – Candidatura alla Miglior canzone urban per Tranquila[32]
  - 2023 – Candidatura alla Miglior collaborazione urban per Entre nosotros RMX[32]
  - 2024 – Candidatura alla Canzone dell'anno per Corazón vacío[33]
  - 2024 – Candidatura alla Canzone dell'anno per Los del espacio[33]
  - 2024 – Candidatura alla Registrazione dell'anno per Corazón vacío[33]
  - 2024 – Candidatura alla Registrazione dell'anno per Los del espacio[33]
  - 2024 – Candidatura al Miglior album pop urban per Acoustic Session[33]
  - 2024 – Candidatura alla Miglior canzone pop urban per Corazón vacío[33]
  - 2024 – Candidatura alla Miglior canzone pop per Perfecta[33]
  - 2024 – Candidatura alla Miglior canzone urban per Los del espacio[33]
  - 2024 – Candidatura alla Miglior collaborazione per Perfecta[33]
  - 2024 – Miglior collaborazione urban per Los del espacio[34]
  - 2025 – Candidatura alla Canzone dell'anno per Iman (Two of Us)[35]
  - 2025 – Candidatura alla Miglior canzone pop per Iman (Two of Us)[35]
  - 2025 – Candidatura alla Miglior canzone pop urban per Agora[35]
  - 2025 – Candidatura alla Miglior canzone urban per Cuando te vi[35]
  - 2025 – Candidatura alla Miglior collaborazione urban per Cuando te vi[35]

- Premios Juventud
  - 2021 – Candidatura alla Nuova generazione femminile[73]
  - 2021 – Candidatura al Girl Power per Animal[73]
  - 2022 – Candidatura all'Artista femminile in ascesa[29]
  - 2022 – Miglior mix tropicale per Te espero[29]
  - 2022 – Candidatura alla Traccia virale dell'anno per Qué más pues?[29]
  - 2022 – Candidatura all'Artista femminile della gioventù[29]
  - 2022 – Candidatura alla Miglior collaborazione Girl Power per Hasta los dientes[29]
  - 2023 – Candidatura all'Artista femminile[74]
  - 2023 – Candidatura al Girl Power per Lokita[74]
  - 2023 – Candidatura al Miglior album urban femminile per La nena de Argentina[74]
  - 2023 – Candidatura alla Miglior collaborazione pop/urban per Éxtasis[74]
  - 2023 – Candidatura alla Miglior collaborazione pop/urban per Suelta[74]
  - 2023 – Candidatura alla Hottest Choreo per Suelta[74]
  - 2023 – Candidatura alla Miglior challenge per Lokita[74]
  - 2023 – Candidatura al Trendsetter preferito[74]
  - 2024 – Candidatura all'Artista femminile[75]
  - 2024 – Candidatura alla Miglior canzone pop/urban per Corazón vacío[75]
  - 2024 – Candidatura al Miglior fusione regionale messicana per El amor de mi vida[75]

- Premios Tu Música Urbano
  - 2022 – Miglior star femminile in ascesa[76]
  - 2022 – Candidatura all'Album di un'artista femminile dell'anno per Animal[77]
  - 2022 – Canzone dell'anno per Qué más pues?[76]
  - 2022 – Video di un nuovo artista dell'anno per Entre nosostros RMX[76]
  - 2022 – Candidatura al Video di un nuovo artista dell'anno per Marte[77]
  - 2022 – Candidatura al Video di un nuovo artista dell'anno per Miénteme[77]
  - 2022 – Candidatura al Video di un nuovo artista dell'anno per Wow Wow[77]
  - 2023 – Candidatura alla Miglior artista femminile[78]
  - 2023 – Candidatura alla Canzone di un duo o un gruppo dell'anno per Berlín[78]
  - 2023 – Candidatura all'Album di un'artista femminile dell'anno per La nena de Argentina[78]

- Prêmios MTV MIAW
  - 2021 – Candidatura alla Collaborazione straniera per Qué más pues?[79]